# Villaverde del Monte
Villaverde del Monte – gmina w Hiszpanii, w prowincji Burgos, w Kastylii i León, o powierzchni 37,31 km². W 2011 roku gmina liczyła 148 mieszkańców.